# Krajná Poľana
Krajná Poľana (rusínsky:Крайня Поляна, maďarsky:Ladomérmező do roku 1907 Krajnópolyana, do roku 1927 Poľana) je obec na Slovensku v okrese Svidník.  Žije zde 212 obyvatel.

## Historie administrativního začlenění
- Šarišská župa, okres Svidník, kraj Prešov do roku 1960
- okres Bardejov (1960–1968)
- od 1968 okres Svidník, Východoslovenský kraj
- Od 90. let 20. století okres Svidník Prešovský samosprávny kraj

## Symboly obce

### Znak
V modrém štítu na zeleném pažitu se nachází stříbrný kůň ve stříbrné zbroji se zlatým postrojem. Ve zlatém sedle stříbrně odětý rytíř drží v levici stříbrnou šavli se zlatou rukovětí.
Základem znaku je sedící jezdec na šedém koni. Motiv znaku pravděpodobně vychází z rodového erbu neidentifikovatelného vlastníka. Znak vznikl podle otisku obecního pečetidla z roku 1868. Autory znaku jsou Jozef Novák a Ladislav Čisárik.
Znak byl přijat obecním zastupitelstvem dne 15. března 2000 a je registrován v Heraldickém registru Slovenské republiky pod číslem HR: K-153/2000.

### Vlajka
Vlajka se skládá z pěti podélných pruhů v barvách modré (1/7), bílé (2/7), modré (1/7), žluté (2/7) a zelené (1/7). Vlajka má poměr stran 2:3 a ukončena je třemi cípy, tj. dvěma zástřihy, sahajícími do třetiny jejího listu.

## Přírodní poměry
Nadmořská výška 330 metrů nad mořem platí pro střed obce, 320 – 507 v okolním pomezí (katastru). Krajná Poľana leží v severní části Nízkých Beskyd u ústí Bodružalíka do Ladomirky. Mírně členitý povrch většinou odlesněného území obce tvoří flyšová souvrství.
V obci, která patří do území Laborecké vrchoviny, je od 17. září 2009 vyhlášeno Ministerstvem životního prostředí SR chráněné ptačí území, které má zabezpečit podmínky pro přežití a rozmnožování ptáků evropského významu..

## Dějiny
- Obec vznikla 1573–1598. Patřila panství Makovica. Roku 1712 se vylidnila útěkem poddaných
- 1787 měla 14 domů a 98 obyvatel
- 1828 měla 20 domů a 162 obyvatel
- Počty obyvatel odpovídají statistickým výkazům sčítání od roku 1869
  - 1869 – 88
  - 1940 – 305
  - 1970 – 333

V polovině 19. století vystěhovalectví. Do 1. světové válcě bylo v obci jen 10 dřevěných domů, v každém z nich žily 2–3 rodiny.
Za První Československé republiky pracovali obyvatelé v lesích a na místní pile, jezdívali na sezónní zemědělské práce na velkostatky do jižních oblastí Slovenska. V roce 1907 bratři Tonetovci postavili ve vsi pilu, kterou v roce 1936 odkoupil Ladislav Vančura a nazval ji Párna píla veľkostatku L. Vančuru a spol. V roce 1929 do obce přišel první učitel Anton Komanický.
Za druhé světové války v době přechodu fronty během Karpatsko-dukelské operace byla větší část obce zničena, po osvobození obnovena, vyznamenána Řádem rudé hvězdy.
Většina obyvatel pracovala do konce 90. let 20. století v místním závodě Piloimpregna. Značná část obyvatel pak ve Svidníku a v Stropkově.
Půdu obdělávali do začátku 70. let 20. století soukromě hospodařící rolníci. Po tomto období lesní a zemědělský podnik. Po převratu v roce 1990 zůstala větší část půdy je neobdělaná.
Původními osídlenci byli hlavně pastýři ovcí, koz a dobytka, dřevorubci a později i výrobci zemědělského nářadí a tkalci.

### Staré a jinojazyčné názvy obce a obyvatelské názvy
Původní název – Hunkovská Poľana – svědčí o tom, že ji původně vybudovali na horské louce v sousedství Hunkoviec, později byla přejmenována přívlastkem „krajná“, z čehož je možno usuzovati, že ji spravovali "krajníci".

#### Název obce - vývoj
- 1618 Polona alias Polianka Krainaj
- 1773 Krajná Polyana, Krajna Polana
- 1786 Polyana, Krajna-Polyana
- 1808 Krajna-Polyána, Krajná Polana
- 1863 Krajnapolyana
- 1873–1882 Krajnapolyánka
- 1888–1902 Krajnópolyana
- 1907–1913 Ladomérmező
- 1920 Poľana
- 1927 Krajná Poľana

## Pamětihodnosti
- Zděný řeckokatolický chrám Narození Panny Marie (1924), před ním zde stál dřevěný chrám, ze kterého se zachoval malý barokní oltářík z 2. poloviny 18. století s obrazem Piety v lidovém pojetí.
- Vojenský hřbitov z 1. světové války tvoří součást obecního hřbitova, je na něm celkem 23 hrobů. Je zde pochovaný 1 ruský a 37 neznámých rakousko-uherských vojáků, kteří padli na území obce v roce 1914. Vojenské hroby jsou označeny a udržované. Nachází se zde i hrob dvaatřicetiletého barona kpt. Ladislava Faitha. Jeho aristokratická rodina byla zřejmě chudá, neboť o hrob se nestarala, nebo o jeho hrobě neměli žádné povědomí.

## Rodáci
- akademický sochař František Gibala (1912-1987)